# Lucy Broadwood
Lucy Broadwood, née le 9 août 1858 à Melrose et morte le 22 août 1929, est une éditrice et compositrice britannique.

## Biographie
Lucy Broadwood travaille d'abord avec son oncle John Broadwood à un recueil : Country songs of Surrey and Sussex. En 1893, avec J.-A. Fuller Maitland, elle édite et arrange les recueils English Country songs et Old World Songs. Elle compose des chants parmi lesquels on peut citer Nae mair we'll meet, Tammy ou encore When trees did bud.